# Igrejas domésticas chinesas
As igrejas domésticas chinesas são as igrejas cristãs clandestinas que não concordaram em serem subjugadas e unidas às Igrejas cristãs nacionais, criadas na China no início do governo comunista. Estas Igrejas nacionais, controladas pelas Associações Patrióticas (ex: Associação Patriótica Católica Chinesa), serviam para o Governo chinês supervisionar e controlar todos os aspectos da vida religiosa cristã na China, incluindo a nomeação de pastores, clérigos, bispos ou outros ministros sagrados.
Por causa da sua oposição à política repressiva comunista, muitos membros destas Igrejas proibidas pelo Governo são perseguidos e ameaçados a juntarem-se às Igrejas nacionais. Por isso, estas Igrejas vivem em clandestinidade.